# هانز كانل
هانز كانل (بالإنجليزية: Hans Känel)‏ ولد بتاريخ 3 مايو 1953 في برن، هو دراج سويسري سابق. سبق أن شارك في دورة الألعاب الأولمبية الصيفية.

## روابط خارجية
- هانز كانل على موقع أرشيف الدراجات (الإنجليزية)
- هانز كانل على موقع أوليمبيديا (الإنجليزية)